# Sjouke Wijnsma
Sjouke Wijnsma (Bornwird, 30 mei 1924 - Zwolle, 7 mei 1990) was een Nederlandse christelijk-gereformeerd predikant en medeoprichter van de Evangelische Omroep.

## Biografie
Wijnsma kreeg les aan de handelsschool in Dokkum en deed vervolgens een vooropleiding klassieke talen. Na studie aan de Theologische Hogeschool te Apeldoorn vond op 26 oktober 1953 zijn ambtsbevestiging plaats in de Christelijke Gereformeerde Kerk van Broek op Langedijk.
Hij nam in 1966 deel aan het comité dat de oprichting van de Evangelische Omroep (1967) voorbereidde. Voor die omroep werkte hij jarenlang mee aan het programma De Muzikale Fruitmand.